# Oisberg (Gemeinde Hollenstein)
Oisberg ist eine Ortschaft und eine Katastralgemeinde der Gemeinde Hollenstein an der Ybbs im Bezirk Amstetten in Niederösterreich.

## Geschichte
Laut Adressbuch von Österreich waren im Jahr 1938 in Oisberg mehrere Landwirte mit Direktvertrieb ansässig.

## Siedlungsentwicklung
Zum Jahreswechsel 1979/1980 befanden sich in der Katastralgemeinde Oisberg insgesamt 46 Bauflächen mit 15369 m² und 15 Gärten auf 47674 m², 1989/1990 waren es 46 Bauflächen. 1999/2000 war die Zahl der Bauflächen auf 69 angewachsen und 2009/2010 waren es 51 Gebäude auf 63 Bauflächen.

## Landwirtschaft
Die Katastralgemeinde ist forstwirtschaftlich geprägt. 73 Hektar wurden zum Jahreswechsel 1979/1980 landwirtschaftlich genutzt und 991 Hektar waren forstwirtschaftlich geführte Waldflächen. 1999/2000 wurde auf 63 Hektar Landwirtschaft betrieben und 988 Hektar waren als forstwirtschaftlich genutzte Flächen ausgewiesen. Ende 2018 waren 63 Hektar als landwirtschaftliche Flächen genutzt und Forstwirtschaft wurde auf 976 Hektar betrieben. Die durchschnittliche Bodenklimazahl von Oisberg beträgt 29,2 (Stand 2010).